# No pasarán, album souvenir
Pour plus de détails, voir Fiche technique et Distribution.
No pasarán, album souvenir est un documentaire français réalisé par Henri-François Imbert et sorti en 2003.

## Synopsis
Évocation de la Retirada à partir de la recherche de cartes postales réputées introuvables manquant à la collection découverte par le réalisateur et portant le nom du village de ses arrière-grands-parents, Le Boulou.

## Fiche technique
- Titre : No pasarán, album souvenir
- Réalisation : Henri-François Imbert
- Scénario : Henri-François Imbert
- Photographie : Henri-François Imbert
- Son : Henri-François Imbert - Mixage : Fabrice Conesa
- Musique : Silvain Vanot
- Montage :  Henri-François Imbert et Céline Tauss
- Production : Libre Cours
- Pays d'origine :  France
- Distribution : Shellac
- Genre : documentaire
- Durée : 70 minutes
- Date de sortie : France - 29 octobre 2003

## Distribution
- Casimir Carbo
- Lola Carrasco
- Lucien Torjeman
- Jo Vilamosa
- Céline Vilamosa
- Michel Vieux
- Henri-François Imbert (voix)

## Sélection
- Festival de Cannes 2003 (sélection de la Quinzaine des réalisateurs)[2]